# منتجع ساحلي

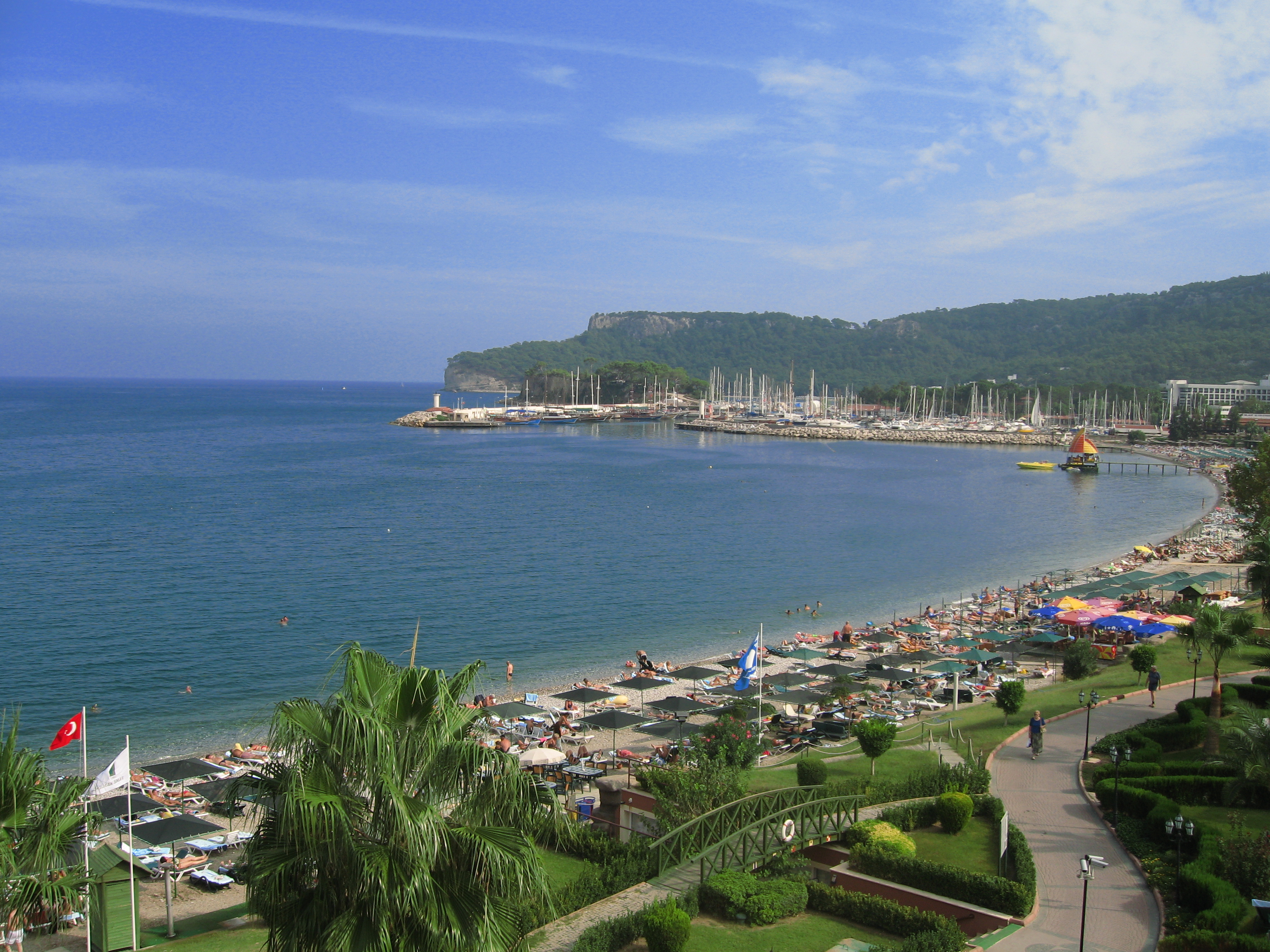
صورة تظهر زوّار لمنتجع ساحلي ما.

المنتجع الساحلي (بالإنجليزية: Seaside resort) هو مدينة أو قرية أو فندق يُستخدم كمنتجع لقضاء العطلات ويقع على الساحل. عندما يكون الشاطئ هو التركيز الأساسي للسياح، يمكن تسميته بالمنتجع الشاطئي.

## التاريخ
توجد المنتجعات الساحلية منذ العصور القديمة. في العصر الروماني، كانت مدينة باياي، الواقعة على البحر التيراني في إيطاليا، منتجعًا لأولئك الذين كانوا يتمتعون بالرخاء. باركولا في شمال إيطاليا، بفيلاتها الرومانية الفاخرة، تعتبر مثالاً خاصًا على ثقافة الترفيه البحرية القديمة. كانت جزيرة ميرسيا، في إسيكس، إنجلترا، مقصدًا لقضاء العطلات على شاطئ البحر للأثرياء الرومان الذين يعيشون في كولشيستر.
إستهر تطوير الشاطئ كمنتجع ترفيهي من منتصف القرن التاسع عشر أول مظهر لما يُعرف الآن بصناعة السياحة العالمية. افتتحت أولى المنتجعات الساحلية في القرن الثامن عشر للطبقة الأرستقراطية، التي بدأت في التردد على شاطئ البحر بالإضافة إلى مدن الحمامات العصرية، للاستجمام والصحة. واحدة من أقدم هذه المنتجعات الساحلية كانت سكاربورو في يوركشاير خلال عشرينيات القرن الثامن عشر. كانت مدينة حمامات شهيرة منذ اكتشاف تيار من المياه الحمضية يمتد من أحد المنحدرات إلى الجنوب من المدينة في القرن السابع عشر. تم تقديم أول آلات الاستحمام الدوارة بحلول عام 1735.
في عام 1793 ، تم تأسيس هيليغيندام في مكلنبورغ بألمانيا كأول منتجع ساحلي في القارة الأوروبية، والذي نجح في جذب الطبقة الأرستقراطية الأوروبية إلى بحر البلطيق.
أدى افتتاح منتجع في برايتون تحت الرعاية الملكية من الملك جورج الرابع إلى توسيع شاطئ البحر كمنتجع للصحة والمتعة إلى سوق لندن الأكبر بكثير، وأصبح الشاطئ مركزًا للمتعة والرفاهية من الطبقة العليا.